# Slatina (Klatovy)
Slatina é uma comuna checa localizada na região de Plzeň, distrito de Klatovy.